# 電磁波

空間を伝わる電磁波。x軸は電場の振動方向、y軸は磁場の振動方向、z軸は電磁波の進行方向を表す。電磁波は、電場から磁場のほうへ右ねじを回したときに、右ねじが進む向きに伝播する。図に示されるように、電磁波は横波である。

電磁波（でんじは、英: electromagnetic wave）または電磁放射（でんじほうしゃ、英: electromagnetic radiation）とは、電場と磁場の変化を伝搬する波動のことである。
電磁波は波と粒子の性質を併せ持ち、散乱や屈折、反射、また回折や干渉など、波長によって様々な波としての性質を示す一方で、微視的には粒子として個数を数えることができる。
電磁波の量子は光子である。
日常生活で知られる光や電波などは電磁波の一種である（詳細は「種類」の項目を参照のこと）。

## 理論
電磁波を説明する理論は、歴史的経緯や議論の側面によって光学、電磁気学、量子力学において統合的かつ整合的に扱われる。
電磁波は、その一種である光、特に可視光線について古くから研究されてきた。光の性質を研究する学問は、光学と呼ばれている。
光学とは別に、静電気（摩擦電気）や、磁石の磁力などの研究において、電場（電界）と磁場（磁界）という二つの場によって物理現象を記述することが試みられた。この学問を電磁気学といい、伝搬する電磁場の振動として電磁波の存在が知られるようになった。
量子力学は、古典的な電磁気学に反する現象が知られるようになり、電磁気学を修正する試みの中で構築された。これに伴い、電磁波の理論も量子力学、特に場の量子論（単に場の理論とも）によって記述されることになった。たとえば、自然放出や誘導放出などの電磁波の放出現象などは、量子力学的な粒子と場の相互作用によって説明される。

### 光学
波を伝える媒体（媒質）が存在しない真空中でも電磁波は伝わる。電場と磁場の振動方向は互いに垂直に交わり、電磁波の進行方向もまた電磁場の振動方向に直交する。つまり、電磁波は横波である。基本的に電磁波は空間中を直進するが、物質が存在する空間では、吸収、屈折、散乱、回折、干渉、反射などの現象が起こる。また、重力場などの空間の歪みによって進行方向が曲がる（歪んだ空間に沿って直進する）。
媒質中を伝播する電磁波の速度は、真空中の光速度を物質の屈折率で割った速度になる。例えば、屈折率が 2.417 のダイヤモンドの中を伝播する可視光の速度は、真空中の光速度の約 41 % に低下する。ところで、電磁波が異なる屈折率の物質が接している境界を伝播するとき、その伝播速度が変化することによって屈折が起こる。これを利用したものにレンズがあり、メガネやカメラ、天体望遠鏡などに使われ、電子回路の複写などにも利用されている。
なお屈折率は電磁波の波長によって異なるため、屈折する角度も波長に依存する。これを分散と呼ぶ。虹が七色に見えるのは、太陽光が霧などの微小な水滴を通るとき、分散があるために、波長が長い赤色光と波長の短い紫色光が異なる角度に屈折するためである。
電磁波は、特にその波長によって物体との相互作用が異なる。そこで、波長帯ごとに電磁波は違う呼び方をされることがある。すなわち、波長の長い方から、電波、赤外線、可視光線、紫外線、X線（あるいはガンマ線）などと呼ばれる。我々の目で見えるのは可視光線のみだが、その範囲（波長 0.4–0.7 μm）は電磁波の中でも極めて狭い。可視光線の中では単色光の場合、赤、黄、緑、青、紫の順に波長が短くなる。そのため、ある基準よりも波長の長い電磁波を「赤い」、波長の短い電磁波を「青い」と表現することがある。
前述の通り、真空中では電磁波の速さは一定であるため、波長の長い電磁波は振動数が小さく、波長の短い電磁波は振動数が大きい。
電磁波には重ね合わせの原理が成り立ち、電磁波は線型性を持つことが知られる。線型性によって、電磁波を平面波、すなわち特定の振動方向と進行方向を持つ波の重ね合わせとして表現することができる。平面波はまた、同じ方向へ進む正弦波を用いて分解することができる。各々の正弦波は、波長、振幅、伝播方向、偏光、位相によって特徴付けられる。
ある電磁波を多くの正弦波の重ね合わせとみなしたとき、波長ごと、あるいは振動数ごとの成分の大きさの分布をスペクトルという。
例えば、理想的な白色光はすべての波長成分が一様に含まれている。逆に単色光は一つの波長成分だけを持つ。

### 電磁気学
1864年にジェームズ・クラーク・マクスウェルは、それまでに明らかにされていた、
1. ファラデーの電磁誘導の法則
2. アンペール＝マクスウェルの法則
3. 電場に関するガウスの法則
4. 磁場に関するガウスの法則

という電磁場に関する四つの法則を統合することによって、マクスウェルの方程式を完成させた。これは電磁気学の基本原理である。電磁波は振動する電磁場であるため、マクスウェルの方程式によって電磁波も記述することができる。
マクスウェルの方程式は、電荷も電流もない空間では電場に対する波動方程式と磁場に対する波動方程式に帰着する。電磁場が波動方程式によって記述されるということは、電荷の運動に起因する電磁場の振動が波として空間を伝わるということである。マクスウェルの理論によって予想されたこの電磁波の存在は、1888年にハインリヒ・ヘルツによる実験で確認された。
また波動方程式から得られる真空中を伝播する電磁波の速さは一定である。そのため、相対性原理を仮定するならば、どのような慣性系についても、すなわち観測者がどのような方向と速度で動いていたとしても、観測される電磁波の速さは不変である。これを光速度不変の原理という。
その速さは真空中の光速に等しく 299792458 m/s（約 30万 km/s）である。光速度が不変であることは、有名なマイケルソン・モーリーの実験をはじめとして様々な実験により確かめられている。この真空中の光速は最も重要な物理定数の一つである。光速度不変の原理から、光速を用いて長さと時間の単位を定義することができる（メートル、秒の定義を参照）。
波動方程式の解として、電磁場が時間の関数と空間の関数の積で表されるような変数分離形のものを仮定すると、電磁場は調和振動子として記述されることが分かる。波動方程式の線型性から、このような変数分離形の解の線形結合もまた波動方程式を満たす解となるため、一般に電磁場は独立な調和振動子の集まりであると見なせる。

#### 電場および磁場の波動方程式の導出
電場の波動方程式は、電磁誘導則の式について両辺の回転を取り：
{\displaystyle \nabla \times (\nabla \times {\vec {E}})=-\nabla \times {\frac {\partial {\vec {B}}}{\partial t}}}
さらに電荷0および電流０の条件を加えることで導出可能である（誘電率や透磁率を変化させることで事実上同じ式に行き着く場合もあり、そのような場合には定数を異なる値にすることで同様に議論できる）。
前式の左辺は
{\displaystyle \nabla \times (\nabla \times {\vec {E}})=\nabla (\nabla \cdot {\vec {E}})-\nabla ^{2}{\vec {E}}}
と変形できる。さらに電荷0すなわち {\displaystyle \nabla \cdot {\vec {E}}=0} であるため {\displaystyle -\nabla ^{2}{\vec {E}}} が残る。
いっぽう、最初の式の右辺については、
{\displaystyle -\nabla \times {\frac {\partial {\vec {B}}}{\partial t}}=-{\frac {\partial }{\partial t}}(\nabla \times {\vec {B}})=-{\frac {\partial }{\partial t}}(\mu _{0}{\vec {j}}+{\frac {1}{c^{2}}}{\frac {\partial }{\partial t}}{\vec {E}})}
のように変形可能で、電流0すなわち {\displaystyle {\vec {j}}=0} により {\displaystyle -{\frac {1}{c^{2}}}{\frac {\partial ^{2}}{\partial t^{2}}}{\vec {E}}} が残る。
これらをまとめることで電場の波動方程式、
{\displaystyle \left({\frac {1}{c^{2}}}{\frac {\partial ^{2}}{\partial t^{2}}}-\nabla ^{2}\right){\vec {E}}=0}
が得られる（磁場に対しても同様の式が導出可能である）。
このような波動方程式の解は一般的に
{\displaystyle {\vec {E}}({\vec {x}},t)=\int d{\vec {k}}{\vec {\tilde {E}}}({\vec {k}})e^{i(\omega t-{\vec {k}}\cdot {\vec {x}})}}
のように構成される。
波数ベクトルを固定した各々の成分だけ考えれば、どれだけ遠方に伝播しようが全く減衰しないし、逆に強くなることもないことがわかる。また、この構成によって「調和振動子の集まりである」と言える。

#### 電磁波の発生機構
電磁波は上述の議論により、物質がない場所では伝播はするが、もともと振動がない場合には発生しない。つまり、物質との相互作用として電荷や電流を組み込むことで電磁波が発生する。電磁波の発生機構を議論する場合、ポテンシャル形式の方が見通しが立ちやすいため、ベクトルポテンシャルとスカラーポテンシャルを用いて4元形式で議論することが一般的である。4元形式で議論した場合、マクスウェル方程式はローレンツゲージを適用することで
{\displaystyle \left({\frac {1}{c^{2}}}{\frac {\partial ^{2}}{\partial t^{2}}}-\nabla ^{2}\right)A^{\mu }=j^{\mu }}
が得られ、これに対する解として遅延グリーン関数を用いて解くことができる。しかし実際上はそれは難しいため、電荷・電流について多極展開することで多極モーメントからの放射を見たり、点電荷を加速度運動させる場合を考えて制動放射を計算する。

### 量子力学
電磁場は調和振動子の集まりである。従って調和振動子を量子力学的に扱い、正準交換関係によって不確定性を導入すると、電磁場を量子化することができる。
調和振動子の持つエネルギーは、不確定性によって量子化し、エネルギー量子 hν の整数倍で表される飛び飛びの値だけを持つ。ここで ν は調和振動子の振動数であり、h = 6.62607015×10−34 J⋅s はプランク定数である。プランク定数 h は、マックス・プランクによる黒体輻射の研究から導入され、1900年のプランクの法則に関する論文の中で与えられた。
黒体輻射の振動数ごとのエネルギー分布を与えるプランクの公式は、ヴィーンの公式（ヴィーンの放射法則およびヴィーンの変位則参照）を手がかりにして、はじめは経験的に求められた。プランクの公式から導かれる帰結として、プランクはエネルギー量子仮説を提唱した。その理論的な根拠は、1905年に発表されたアルベルト・アインシュタインの光量子仮説によって与えられた。
電磁場の持つエネルギー密度は、マクスウェルの方程式から真空中では、電場の大きさと磁場の大きさの二乗和に比例する。
従って、電磁波のエネルギー密度は電磁波の振幅の二乗に比例する。
一方でアインシュタインの光量子仮説によれば、光子一つが持つエネルギーはエネルギー量子hν に等しい。電磁場のエネルギーはエネルギー量子 hν の整数倍として表されるため、光子の総数は電磁場のエネルギーに比例する。
そのため、電磁場の振幅はその振動数の平方根に比例し、また光子の個数密度の平方根にも比例する。

## 種類

電磁波は波長によって呼び名・用途が異なる。

電磁波は波長によって様々な分類がされており、波長の長い方から電波・光・X線・ガンマ線などと呼ばれる。
電波
波長が 100 μm 以上（周波数が 3 THz 以下）の電磁波すべてを指し、さらに波長域によって低周波・超長波・長波・中波・短波・超短波・マイクロ波と細分化される。
光
波長が 1 mm から 2 nm 程度のものを指し、波長域によって赤外線・可視光線・紫外線に分けられている。
X線、ガンマ線
元々はX線は電子励起（及び制動放射等の電子由来の機構）から発生する電磁波、ガンマ線は核内励起から発生する電磁波というように発生機構によって区分けされているものであるが、大雑把に波長が 10 nm 以下のものをX線、さらに短い 10 pm 以下のものをガンマ線と呼ぶことも多い。はるかに短くなると、波長ではなく光子エネルギーで表すことが多く、人間が生成できる最大が1 GeVオーダー、観測上最大がガンマ線バーストによる1兆eVと言われる。
| 分類       | 波長/nm             | 周波数（振動数）/THz | 光子のエネルギー/eV[注 2] |
| ---------- | ------------------- | -------------------- | ------------------------- |
| ガンマ線   | < 0.01              | > 3 × 107            | > 1 × 105                 |
| X線        | 0.01 – 10           | 3 × 107 – 3 × 104    | 1 × 105 – 100             |
| 紫外線     | 10 – 380            | 3 × 104 – 800        | 100 – 3                   |
| 可視光線   | 380 – 760           | 800 – 400            | 3 – 1.6                   |
| 赤外線     | 760 – 1 × 106       | 400 – 0.3            | 1.6 – 1 × 10−3            |
| 電波       | > 1 × 105           | < 3                  | < 0.01                    |
| マイクロ波 | 1 × 105 – 1 × 109   | 3 – 3 × 10−4         | 0.01 – 1 × 10−6           |
| 超短波     | 1 × 109 – 1 × 1010  | 3 × 10−4 – 3 × 10−5  | 1 × 10−6 – 1 × 10−7       |
| 短波       | 1 × 1010 – 1 × 1011 | 3 × 10−5 – 3 × 10−6  | 1 × 10−7 – 1 × 10−8       |
| 中波       | 1 × 1011 – 1 × 1012 | 3 × 10−6 – 3 × 10−7  | 1 × 10−8 – 1 × 10−9       |
| 長波       | 1 × 1012 – 1 × 1013 | 3 × 10−7 – 3 × 10−8  | 1 × 10−9 – 1 × 10−10      |
| 超長波     | 1 × 1013 – 1 × 1014 | 3 × 10−8 – 3 × 10−9  | 1 × 10−10 – 1 × 10−11     |
| 極超長波   | 1 × 1014 – 1 × 1017 | 3 × 10−9 – 3 × 10−12 | 1 × 10−11 – 1 × 10−14     |
なお、これらの境界は統一的に定められたものではない。学問分野・国ごとの法律・規格等によって多少の違いがある。

## 特徴
電磁波は波長によって様々な特徴を持つ。
最も波長の長い電波は、進行方向に多少の障害物があっても進行することができる。このため、通信や放送などの長距離の情報送信に使用されることが多い。テレビやラジオ、携帯電話などが代表的である。
電波よりも波長の短い光は、物質に吸収されて化学反応や発熱などの相互作用を生じることがある。この現象は眼が見える理由でもあるが、他に植物の光合成やリソグラフィーなどが該当する。
さらに波長が短いX線になると、光子の持つエネルギーが大きいため、分子に吸収されて熱振動に変わることはなく、物質を構成する電子などに直接作用する（分子の熱振動に比べて原子を構成する電子の励起エネルギーは大きい）。そのため比重の小さい物質ほどよく透過するようになる。この現象を利用することで、レントゲン写真やX線CTを撮影することができる。工業や自然科学の研究の場では、X線回折やX線光電子分光など物質の構造や元素の分析に用いられている。
X線やそれより短波長の領域は放射線の一種として扱われ、ガンマ線という呼ばれ方も使われる。X線とガンマ線の境は明確に定められてはいない。
X線よりさらに波長が短い領域になると、比重の重い物質で減衰は可能でも反射は困難となる。波長が1.2pm(10E-12ｍ)程度より小さい領域では対生成を起こすようになる。

## 影響
本項では「悪影響」に関して記述している。

### 動物（ヒトを含む）への影響

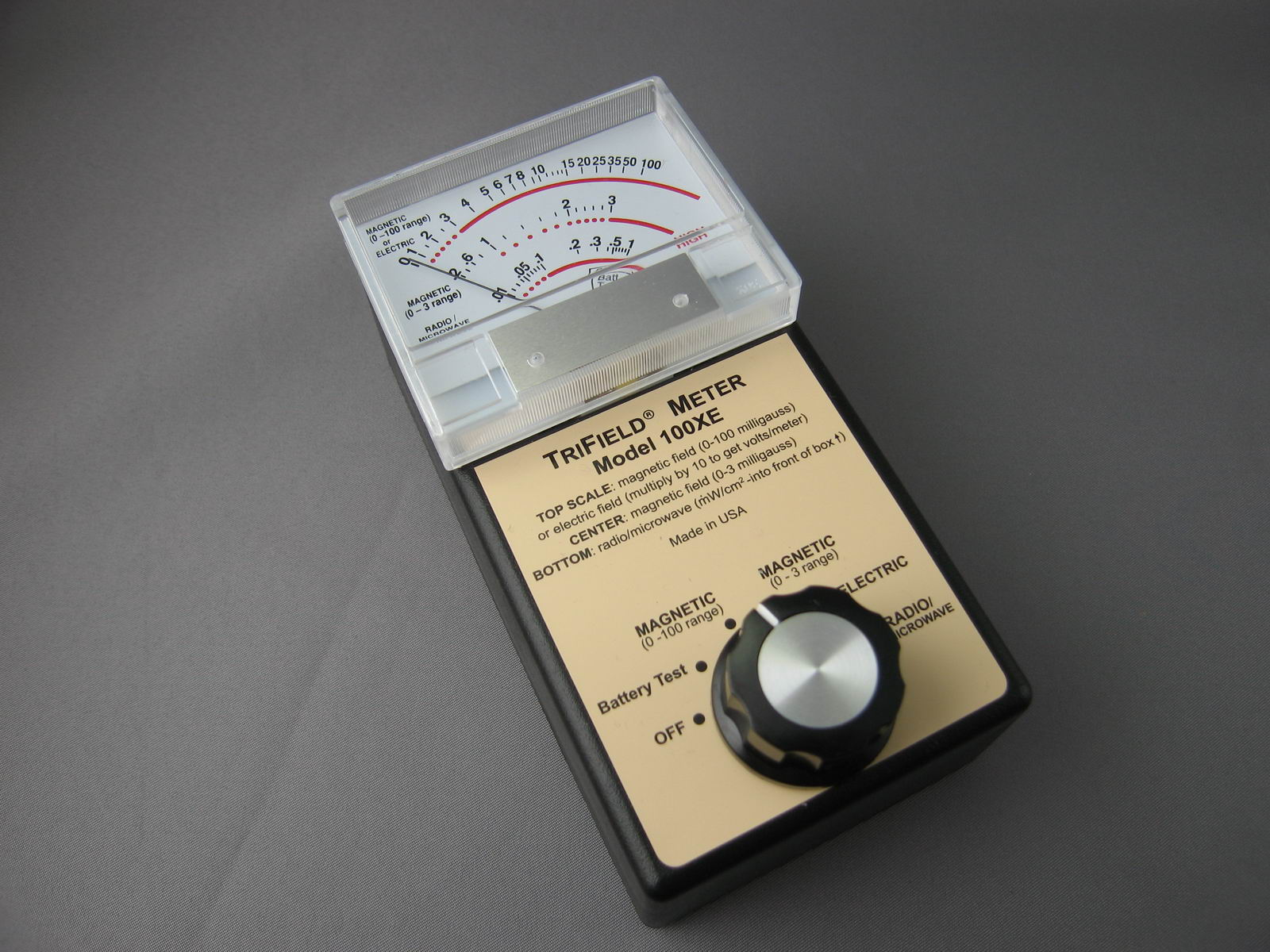
家庭用簡易電磁波測定器(TriField Meter Model TF100XE)

紫外線などのエネルギーの大きな電磁波は、遺伝子に損傷を与えるため発癌性を持つ。X線・ガンマ線などの電離放射線については、年間許容被曝量が法律によって決められている。

#### 低周波
低周波は、非電離放射線であるから遺伝子に直接には影響を与えないと考えられている。
国際がん研究機関 (IARC) が2001年に行った発癌性評価では、送電線などから発生する低周波磁場には「ヒトに対して発がん性がある可能性がある」 (Possibly carcinogenic to humans: Group 2B) と分類した。静的電磁界と超低周波電界については「ヒトに対して発がん性を分類できない」 (cannot be classified as to carcinogenicity in humans) と分類された。
また、国立環境研究所 (NIES) が平成 9–11 年度に「超低周波電磁界による健康リスクの評価に関する研究」を行った。

#### マイクロ波
高強度のマイクロ波には、電子レンジと同様に熱を生じるため生体に影響を与える可能性がある。このため、携帯電話などの無線機器などでは、人体の電力比吸収率 （SAR: Specific Absorption Rate 単位は[Watt/kg]）を用いた規定値が欧州の国際非電離放射線防護委員会やアメリカ合衆国の連邦通信委員会などでは決められているほか、日本では国際非電離放射線防護委員会 (ICNIRP) の電波防護ガイドラインに基づき、周波数 300 GHz （波長 1 mm）までの電波について、人体への影響を評価している。学会などでも比吸収率の計算（FDTD法）や人体を模した人体ファントムの組成の決定などが行われている。

#### 調査
電磁波の健康への影響は調査自体が非常に難しい。一例を挙げると、アメリカ合衆国で公的機関国立環境健康科学研究所（英語: National Institute of Environmental Health Sciences）で Research and Public Information Dissemination（RAPID: 調査および公共への情報頒布）計画という国家単位での電磁波の健康に対する影響の研究が行われた。国立環境健康科学研究所 (NIEHS) が作成したパンフレットでは、臨床研究、細胞を用いた実験室での研究、動物を使用した研究、疫学研究の各分野を組み合わせ検証した結果でないと全体像が見えないと解説されている。

1995年、電磁波問題に関する調査報告書をアメリカ物理学会が発表。「癌と送電線の電磁波に関係があるという憶測には、何ら科学的実証が見られない」と声明。
1996年、全米科学アカデミーは
1. 「細胞、組織そして生物（ヒトを含む）への商用周波電磁界の影響に関して公表されている研究の総合評価に基づき、現在の主要な証拠は、これらの電磁界への曝露が人の健康への障害となることを示していないと結論する。」
2. 「特に、居住環境での電磁界の曝露が、ガン、神経や行動への有害な影響、あるいは生殖・成長への影響を生じさせることを示す決定的で一貫した証拠は何もない。」

という結論を出した。
1997年、アメリカ合衆国の国立癌研究所 (NCI) は 7 年間の疫学調査の結果から「小児急性リンパ芽球性白血病と磁場との関係は検知するにも懸念するにも微弱」であると発表。この調査の過程で、白血病患者の家庭と送電線の近隣での居住、双方に全く関係が見られなかった事が判明。これにより「関係がある」とされてきた統計学的分析結果は全てエラーデータとなり、1979年に疫学者ナンシー・ワートハイマーとエド・リーパーが作成した論文「小児白血病と送電線の磁場には関係がある (Electrical Wiring Configurations and Childhood Cancer)」の主張が完全な間違いであることが証明される。NCI の調査結果は医学専門誌『ニューイングランド・ジャーナル・オブ・メディシン』に掲載。
アメリカ合衆国科学技術政策局は、それまでの送電線騒動の研究に費やされた予算を、送電線の移転、不動産価値の下落を含め 250 億ドル超と概算した。
1999年、カナダの五つの州において調査された結果が発表され上述の NCI の結果と酷似した結論が出される。
疫学調査の正確性に対し疑問が投げかけられることもたびたびある。日本では、2003年に衆議院議員の長妻昭によって、国立環境研究所が行った「生活環境中電磁界による小児の健康リスク評価に関する研究」が国会で取り上げられた。長妻はこの研究報告の電気毛布等の小児白血病・脳腫瘍発症への影響に関するデータについて触れ、15 歳以下の小児の電気毛布等の使用に関する健康リスク評価および電磁波の影響に対する評価の正当性に疑問を呈した。この研究について政府は「交絡要因除去のための調査データであり電気毛布使用に対する健康リスク評価は直接行っていない」とし、調査そのものの正当性に関する指摘に対しては「優れた研究ではなかった、との評価がなされたところである」と回答している。電磁波そのものの影響については「子供部屋の平均磁界強度が 0.4 μT 以上の場合のみ健康リスクが上昇すること等が示唆されているが、本研究の結果が一般化できるとは判断できない」と回答している。
世界保健機関 (WHO) による2007年時点での公式見解
2007年6月に公表された、世界保健機関の公式見解を示すファクトシート322 (PDF) では、短期的影響に関しては「高レベル（100 μT よりも遙かに高い）での急性曝露による生物学的影響は確立されており、これは認知されている生物物理学的なメカニズムによって説明されています。」と評価された。一方、潜在的な長期的影響に関しては「小児白血病」と「小児白血病以外のその他の健康への悪影響」に分けて評価されており、小児白血病に関しては「全体として、小児白血病に関する証拠は因果関係と見なせるほど強いものではありません」と評価され、その他の影響に関しては超低周波磁界（Extremely Low Frequency Magnetic Field, ELF 磁界）曝露とこれら全ての健康影響との関連性を支持する科学的証拠は、小児白血病についての証拠よりもさらに弱いと結論付けている。いくつかの実例（すなわち心臓血管系疾患や乳がん）については、「ELF 磁界はこれらの疾病を誘発しないということが、証拠によって示唆されています」と評価された。
世界保健機関による2011年時点での公式見解
2011年5月31日、WHO（世界保健機関）のIARC（国際がん研究機関）は、携帯電話の電磁波と発がん性の関連について、限定的ながら「可能性がある」とする分析結果を発表した。携帯電話を耳にあてて長時間通話を続けると「脳などの癌を発症する危険性が上がる可能性がある (Group 2B)」とし、癌を発症する危険性を上げないための予防策としては、マイク付イヤホンを使用することを挙げた。
作業部会のジョナサン・サメット (Jonathan Samet) 委員長は「神経膠腫（しんけいこうしゅ＝グリオーマ = 脳のがんの一種）や、耳の聴神経腫瘍になる危険性を高めることを示す限定的な証拠がある」とした。なお、IARC 幹部は、文字のメールを打つ形での携帯電話の使用は、発がん性との関連はないと説明した。
なお、IARC は論文を多数検討した上で「根拠はまだ限定的である。さらなる研究が必要」とも述べた。asahi.com の大岩ゆり記者は「それでも IARC がこのような決定をしたのは、少しでも健康に害を及ぼす可能性があるものは早めに注意喚起する、という WHO の予防原則からだ」と解説した。

### 機械への影響
現在のエレクトロニクス機器（電子機器）は、低電圧の信号を高インピーダンスで扱うことが普通であるため、環境中に強い電磁波が存在すると誤動作を生じやすい。その機器が誤動作を生じやすいか生じ難いかを測る指標としてイミュニティ (Immunity) がある。特に携帯電話からは比較的強い電磁波が発せられるため、航空機や医療機器などへの影響が多数報告されている。

#### 日本における航空機への影響と対策
航空機に関しては、携帯電話、携帯型ゲーム機などの電磁波の影響による運行計器の誤作動が多数報告され、その中には大惨事になりかねない事態を引き起こした例もあったため、まず各航空会社で規制が行われるようになった。2004年には改正航空法によって禁止される機器が定められた。2007年3月に同法は改正され、携帯電話、パソコン、携帯情報端末など電波を発する状態にあるものは常時使用禁止、電波を発しない状態のものでも離着陸時使用禁止とし、携帯音楽プレーヤー、デジタルカメラ、テレビ、ラジオなども離着陸時使用禁止と定められた。
ゲーム機に関しては、「ニンテンドーDS」や「PlayStation Portable (PSP)」といった無線LAN内蔵の製品が存在しており機内での使用も増えているにもかかわらず、それらが2004年の改正航空法および航空法施行規則では「離着陸時のみ作動させてはならない電子機器」として指定されてしまっていて仮に無線LANの電波を発射させていても法律上取り締まれないという危険な状態であったが、各航空会社が規制を行い、その後2007年の改正で解消された。
2007年3月「航空機内における安全阻害行為等に関する有識者懇談会」の報告書では次のような症状が報告されている。
1. 無線にノイズが発生
2. 衝突防止装置が誤作動し、回避指示が出た
3. 自動操縦で上昇している時に突然横方向に25度傾いた
4. 自動操縦装置で水平飛行中、高度が設定値から 400 ft (122 m) ずれた
5. 着陸時に自動操縦装置の表示が大きくズレて元に戻らなくなった

原因と推測されているのは携帯電話が 6 割強と最も多い。次いでパソコンが 1 割強。「障害が発生したケースの約 9 割において、電子機器を使用する者の存在が確認されている」とされ、「障害発生時に電子機器の使用を控えるようアナウンスしたところ、約 5 割で障害が復旧した」と報告されている。
2014年、規制緩和と常時接続できる設備が整ったため飛行中でも携帯電話での通話、インターネット接続、他、電子機器の利用が順次解禁となった。

#### 日本における医療機器への影響と対策
植込み型心臓ペースメーカーへ携帯電話から電磁波による影響があるのは、2018年の総務省調査では最大でも 1 センチメートル (cm) の距離までであった。この影響も、患者自身が携帯電話を離すことが可能で、影響から回復できるという調査結果になっている。ただし指針では15 cm以上離れることを推奨している。なお、2002年の総務省調査では影響があるのは11 cmであり、指針は22 cm以上であった。距離が異なっているのは、現在使用されていない第2世代移動通信方式での調査であることに一因がある。

### その他
日本の公正取引委員会は、電磁波によるネズミ撃退器について、効果が認められないとして排除命令を出したことがある。
アメリカ軍は、電磁波を利用した非致死性兵器の研究を行っている（詳細はアクティブ・ディナイアル・システムを参照）。